# Lagtävlingen i fälttävlan i ridsport vid olympiska sommarspelen 1980
Lagtävlingen i fälttävlan i ridsport vid olympiska sommarspelen 1980 var en av sex ridsportgrenar som avgjordes under de olympiska sommarspelen 1980. 

## Medaljörer
| Event | Guld                                                                        | Silver                                                                | Brons                                                                                    |
| Lag   | Sovjetunionen Alexander Blinov Juri Salnikov Valerij Volkov Sergei Rogozjin | Italien Federico Roman Anna Casagrande Mauro Roman Marina Sciocchetti | Mexiko Manuel Mendivil Yocupicio David Barcena Rios José Perez Soto Fabian Vazquez Lopez |

## Resultat
| Placering | Nation        | Poäng     |
| 1         | Sovjetunionen | -457,00   |
| 2         | Italien       | -656,20   |
| 3         | Mexiko        | -1,172,85 |
| 4         | Ungern        | -1,603,40 |
| -         | Polen         | DNF       |
| -         | Bulgarien     | DNF       |
| -         | Indien        | DNF       |